# وودنتسی
وودنتسی (به بلغاری: Vodentsi) یک منطقهٔ مسکونی در بلغارستان است که در شهرستان استامبولوو واقع شده‌است.